# コロラドハムシ
コロラドハムシ Leptinotarsa decemlineata （英名: Colorado potato beetle）は、コウチュウ目カブトムシ亜目（多食亜目）ハムシ科の昆虫。
ナス科植物、特にジャガイモに寄生し、葉を食害する重要害虫。アメリカ合衆国コロラド州～メキシコ合衆国あたりの北アメリカ南西部原産と考えられている。日本には未侵入であるが、侵入した場合はジャガイモ生産に多大な影響を与えると考えられるため、植物防疫法上の輸入禁止動物に指定されている。
非常に大きな被害を与え、食害が進むと葉脈と茎だけが残る。ジャガイモのほか、ナスやトマトも食害する。

## 形態

### 成虫
体長は約12mm、翅鞘は黄色からやや橙色で、10本の黒い筋がある。

### 卵
長さ約1.2～1.5mmの卵形で、橙黄色である。葉裏に卵塊で産み付けられる。

### 幼虫

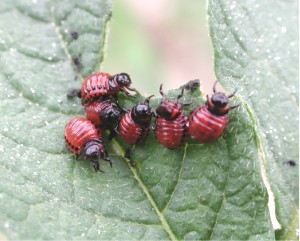
幼虫

孵化直後は橙褐色だが、次第に赤色となる。終齢幼虫は体長が約5～7mmで、側面に2列の黒い斑紋がある。

### 蛹
直径約10mmの楕円形で、明るい橙色である。

## 経過習性

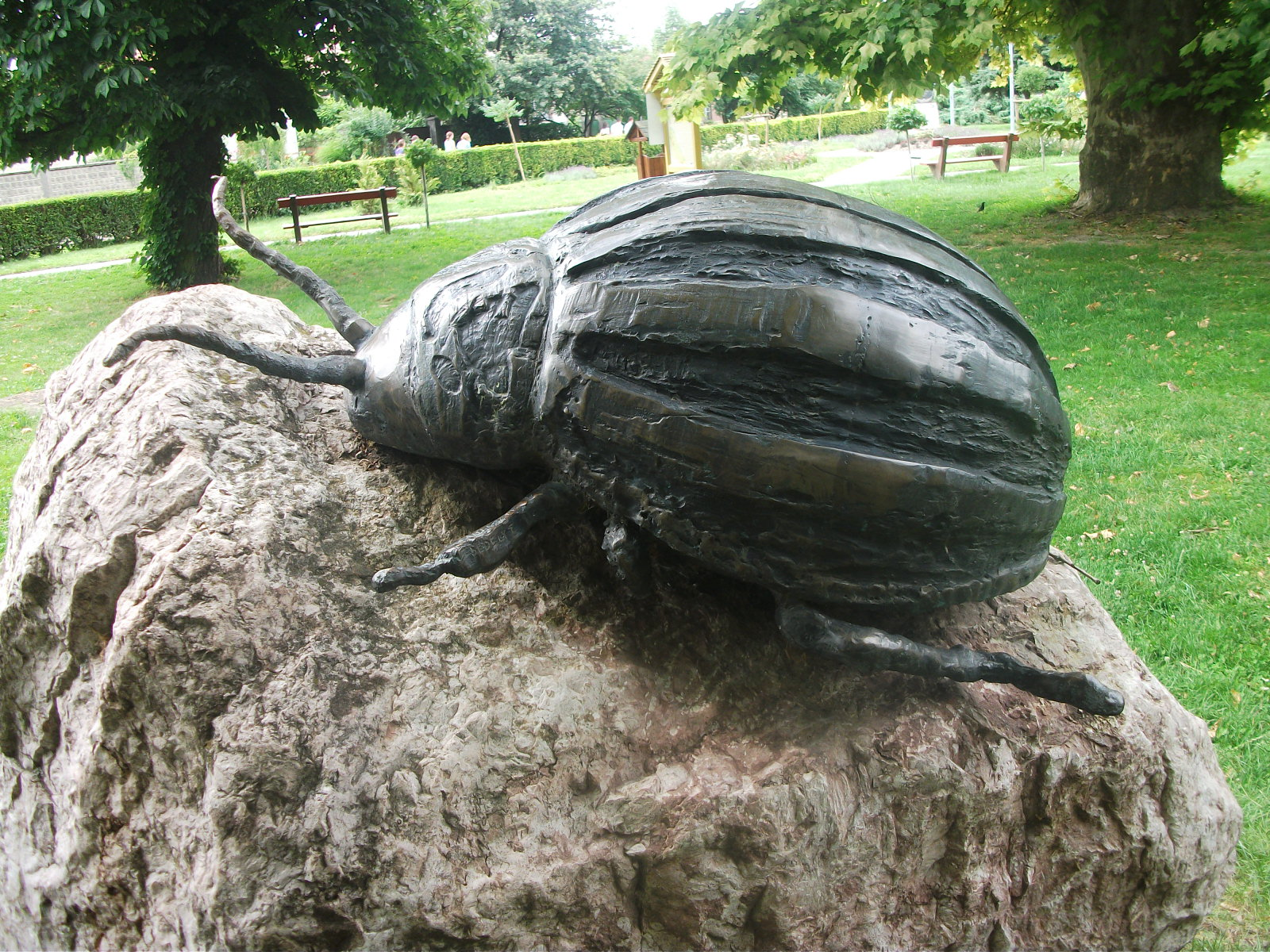
Colorado potato beetle statue in Hédervár

年に2回発生する。成虫が、30～120cmの深さの土壌中で越冬する。春～初夏にジャガイモに飛来し、葉を食害する。葉の上に卵が産み付けられ、4～5日後に孵化する。幼虫も、成虫と同様に葉を食害する。老齢幼虫になると土中にもぐって蛹化する。約半月で羽化し、成虫の状態で地上に現れる。

## 分布域

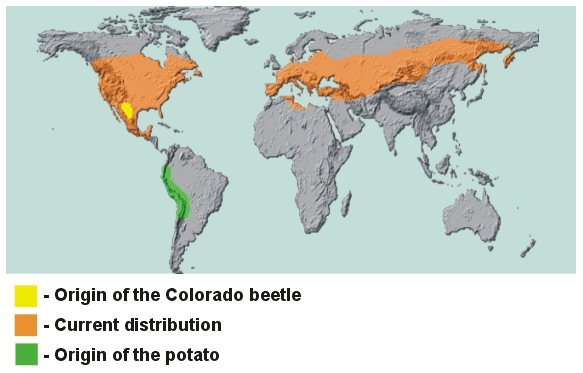
コロラドハムシの分布
黄色：原産地、橙色：現在の分布、緑色：ジャガイモの原産地

原産地の北アメリカでは、当初、buffalo-bur（Solanum rostratum, 和名トマトダマシ）というナス科雑草を食べていたが、19世紀中ごろに西部が開拓されてジャガイモが栽培されるようになると、ジャガイモを食害するようになり、急激に分布域を広げた。現在ではヨーロッパやアジアにも分布する。
ヨーロッパにおいては、1877年にドイツで発生が確認された。第一次世界大戦中（直後）においては、アメリカ軍の基地のあったフランスボルドー周辺で確認され、その後、オランダ、ベルギー、スペインへと生息域を広げた。